# Землянки (Берестинський район)
Земля́нки — село в Україні, у Берестинському районі Харківської області. Населення становить 172 осіб. Орган місцевого самоврядування — Андріївська сільська рада.
Після ліквідації Кегичівського району 19 липня 2020 року село увійшло до Красноградського (Берестинського) району.

## Географія
Село Землянки знаходиться за 3 км від річки Вошива (лівий берег), до села примикає село Кобзівка Друга, за 3 км розташоване село Андріївка. У селі бере початок Балка Землянка.

## Історія
- 1885 — дата заснування.